# Leichtathletik-Weltmeisterschaften 2009/4 × 400 m der Männer

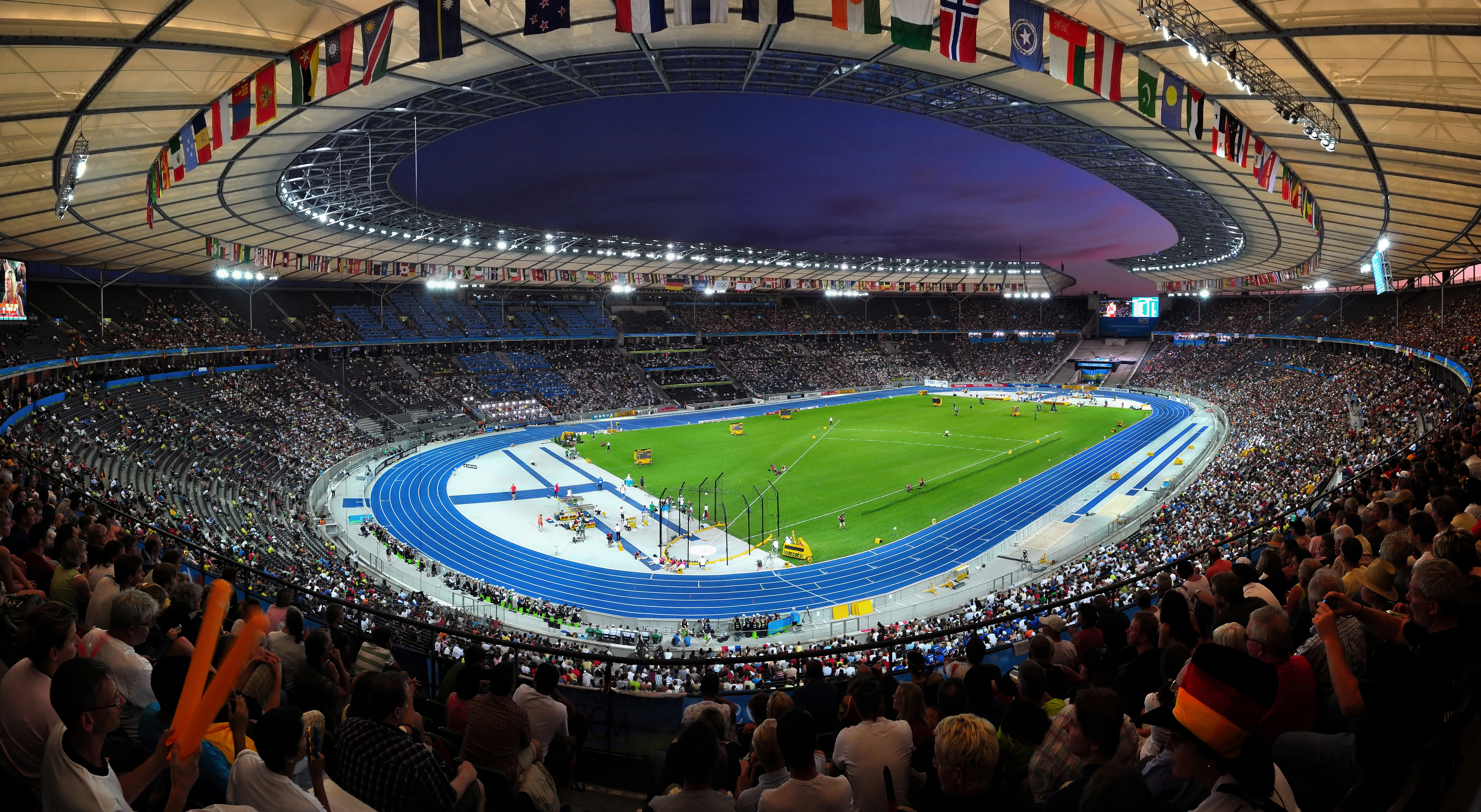
Das Berliner Olympiastadion während der Leichtathletik-Weltmeisterschaften

Die 4-mal-400-Meter-Staffel der Männer bei den Leichtathletik-Weltmeisterschaften 2009 wurde am 22. und 23. August 2009 im Olympiastadion der deutschen Hauptstadt Berlin ausgetragen.
Weltmeister wurden die Vereinigten Staaten mit Angelo Taylor, Jeremy Wariner, Kerron Clement und LaShawn Merritt sowie den im Vorlauf außerdem eingesetzten Lionel Larry und Bershawn Jackson.

Den zweiten Platz belegte Großbritannien in der Besetzung Conrad Williams, Michael Bingham (Finale), Robert Tobin und Martyn Rooney sowie dem im Vorlauf außerdem eingesetzten David Greene.

Bronze ging an Australien mit John Steffensen (Finale), Ben Offereins, Tristan Thomas und Sean Wroe sowie dem im Vorlauf außerdem eingesetzten Joel Milburn.
Auch die nur im Vorlauf eingesetzten Läufer erhielten entsprechendes Edelmetall. Die Weltjahresbestleistung stand dagegen nur den tatsächlich laufenden Athleten zu.

## Bestehende Rekorde
| Weltrekord | 2:54,29 min | USA (Andrew Valmon, Quincy Watts, Harry Reynolds, Michael Johnson) | WM 1993 in Stuttgart, Deutschland | 22. August 1993 |
| WM-Rekord  | 2:54,29 min | USA (Andrew Valmon, Quincy Watts, Harry Reynolds, Michael Johnson) | WM 1993 in Stuttgart, Deutschland | 22. August 1993 |

Der bestehende WM-Rekord wurde bei diesen Weltmeisterschaften nicht eingestellt und nicht verbessert.
Die siegreiche Staffel der Vereinigten Staaten stellte in der Besetzung Angelo Taylor, Jeremy Wariner, Kerron Clement und LaShawn Merritt im Finale am 23. August mit 2:57,86 min eine neue Weltjahresbestleistung auf.

## Vorrunde
Die Vorrunde wurde in zwei Läufen durchgeführt. Die ersten drei Staffeln pro Lauf – hellblau unterlegt – sowie die darüber hinaus vier zeitschnellsten Teams – hellgrün unterlegt – qualifizierten sich für das Halbfinale.

### Vorlauf 1
22. August 2009, 18:55 Uhr
| Platz | Staffel        | Besetzung                                                                      | Zeit (min) |
| ----- | -------------- | ------------------------------------------------------------------------------ | ---------- |
| 1     | USA            | Lionel Larry (Vorlauf) Kerron Clement Bershawn Jackson (Vorlauf) Angelo Taylor | 3:01,40    |
| 2     | Frankreich     | Leslie Djhone Teddy Venel Yannick Fonsat Yoann Décimus                         | 3:01,65    |
| 3     | Großbritannien | Conrad Williams Robert Tobin David Greene (Vorlauf) Martyn Rooney              | 3:01,91    |
| 4     | Australien     | Joel Milburn (Vorlauf) Tristan Thomas Ben Offereins Sean Wroe                  | 3:02,04    |
| 5     | Nigeria        | Saul Weigopwa Noah Akwu Cristian Morton Bola Gee Lawal                         | 3:02,36    |
| 6     | Russland       | Maxim Dyldin Walentin Krugljakow Konstantin Swetschkar Alexander Derewjagin    | 3:02,78    |

### Vorlauf 2
22. August 2009, 19:05 Uhr
| Platz | Staffel                 | Besetzung                                                                   | Zeit (min)                     |
| ----- | ----------------------- | --------------------------------------------------------------------------- | ------------------------------ |
| 1     | Belgien                 | Antoine Gillet Cédric Van Branteghem Nils Duerinck Kevin Borlée             | 3:02,13                        |
| 2     | Dominikanische Republik | Gustavo Cuesta (Vorlauf) Arismendy Peguero Yoel Tapia Félix Sánchez         | 3:02,76                        |
| 3     | Polen                   | Piotr Klimczak Marcin Marciniszyn Rafał Wieruszewski (Vorlauf) Jan Ciepiela | 3:03,23                        |
| 4     | Deutschland             | Martin Grothkopp Kamghe Gaba Eric Krüger Ruwen Faller                       | 3:03,52                        |
| 5     | Jamaika                 | Leford Green Ricardo Chambers Isa Phillips Jermaine Gonzales                | 3:04,45                        |
| 6     | Südafrika               | Ofentse Mogawane Jacob Mothsodi Ramokoka Sibusiso Sishi Pieter Smith        | 3:07,88                        |
| DSQ   | Bahamas                 | Ramon Miller Avard Moncur LaToy Williams Nathaniel McKinney                 | IAAF Rule 170.19 Wechselfehler |

## Finale

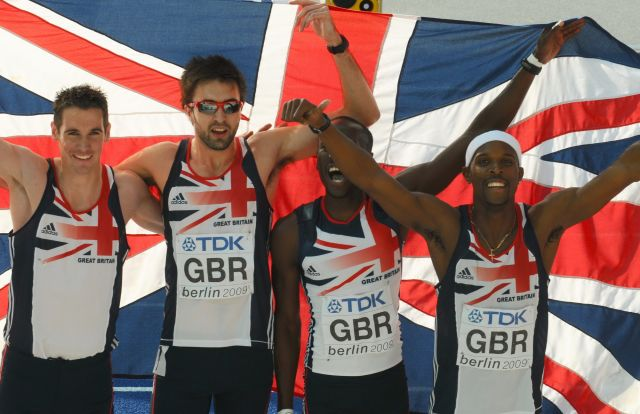
Die britische Silberstaffel (v. l. n. r.): Robert Tobin, Martyn Rooney, Michael Bingham, Conrad Williams

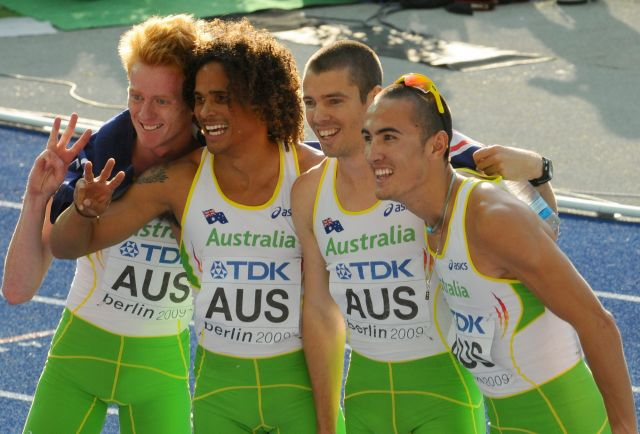
Bronze für Australien (v. l. n. r.): Tristan Thomas, John Steffensen, Ben Offereins, Sean Wroe

23. August 2009, 18:15 Uhr
| Platz | Staffel                 | Besetzung | Zeit (min) |
| ----- | ----------------------- | --- | ---------- |
| 1     | USA                     | Angelo Taylor Jeremy Wariner (Finale) Kerron Clement LaShawn Merritt (Finale) im Vorlauf außerdem: Lionel Larry Bershawn Jackson | 2:57,86 WL |
| 2     | Großbritannien          | Conrad Williams Michael Bingham (Finale) Robert Tobin Martyn Rooney im Vorlauf außerdem: David Greene                            | 3:00,53    |
| 3     | Australien              | John Steffensen (Finale) Ben Offereins Tristan Thomas Sean Wroe im Vorlauf außerdem: Joel Milburn                                | 3:00,90    |
| 4     | Belgien                 | Antoine Gillet Kevin Borlée Nils Duerinck Cédric Van Branteghem                                                                  | 3:01,88    |
| 5     | Polen                   | Marcin Marciniszyn Piotr Klimczak Kacper Kozłowski (Finale) Jan Ciepiela im Vorlauf außerdem: Rafał Wieruszewski                 | 3:02,23    |
| 6     | Dominikanische Republik | Arismendy Peguero Yon Soriano (Finale) Yoel Tapia Félix Sánchez im Vorlauf außerdem: Gustavo Cuesta                              | 3:02,47    |
| 7     | Frankreich              | Leslie Djhone Teddy Venel Yannick Fonsat Yoann Décimus                                                                           | 3:02,65    |
| 8     | Nigeria                 | Saul Weigopwa Noah Akwu Cristian Morton Bola Gee Lawal                                                                           | 3:02,73    |

## Video
- 2009 Men's 4x400m Berlin World Championships Final, youtube.com, abgerufen am 23. November 2020